# Stanisław Wróbel (piłkarz)
Stanisław Wróbel (ur. 5 listopada 1977 w Dziergowicach) – polski piłkarz grający na pozycji pomocnika.
Swoją karierę zaczął w klubie LZS Odrzanka Dziergowice. Kolejnymi klubami były Chemik Kędzierzyn-Koźle, Górnik Zabrze, Grunwald Ruda Śląska. W sezonie 1999/00 powrócił do Górnika. Grał tam trzy sezony, zagrał 50 meczów i strzelił 5 goli. Następnie przeszedł do GKS Katowice, gdzie grał przez dwa sezony (z przerwą na występy w Cracovii). W tym klubie wystąpił w 56 spotkaniach i zdobył 10 bramek. W przerwie sezonu 2004/05 przeszedł do Piasta Gliwice, gdzie zagrał 41 spotkań i strzelił 11 goli. W sezonie 2006/07 przeszedł do Odry Wodzisław Śląski, gdzie rozegrał 21 spotkań, strzelając 2 bramki. W sezonie 2007/08 wrócił do Piasta Gliwice. Następnie rozpoczął karierę trenerską w klubie LZS Leśnica, a w sezonie 2013/2014 został grającym trenerem Ruchu Zdzieszowice. Karierę kończył w klubie LZS Odrzanka Dziergowice.